# Qonce
Qonce, també coneguda com a Ciutat del Rei Guillem (King William's Town en anglès), és una ciutat de la província del Cap Oriental, a Sud-àfrica. Situada als peus de les muntanyes Amathole, i a la riba del riu Buffalo, forma part del Municipi Metropolità de Buffalo City, juntament amb East London, Bhisho i altres municipis. Té una població de 34.000 habitants (2011).

## Història
Va ser fundada pel missioner escocès John Brownlee com a 'Estació missionera de Buffalo' el gener de 1826. Va ser cremada en dues ocasions per atacs dels xoses, el 1835, i el 1846 en la 'Guerra de la destral', però Brownlee la va reconstruir cada cop. Va servir com a quarter general militar de la Kaffraria britànica i com a centre per a l'assentament alemany abans de convertir-se oficialment en una ciutat el 1861. Va rebre el nom del rei britànic Guillem IV.
La Ciutat del Rei Guillem es va associar amb els disturbis polítics durant l'època de l'apartheid i està estretament relacionada amb el líder del moviment de la consciència negra, Steve Biko, que va néixer -i està enterrat- al municipi de Ginsberg, als afores de la ciutat. Nelson Mandela i Thabo Mbeki també provenen de la zona, que es troba a poca distància de Mthatha.
El febrer de 2021 es va canviar el nom de Ciutat del Rei Guillem per Qonce. Qonce significa búfal en xosa, en referència al riu Buffalo.

## Economia
L'economia de la zona es centra en la ramaderia de bestiar i oví, mentre que la ciutat té una indústria pròspera que produeix tèxtils, sabó, espelmes, dolços, cartrons i roba. És coneguda a nivell nacional per les seves excel·lents escoles. Es considera que el seu Museu Kaffrarian té la millor col·lecció d'exemplars de mamífers africans del món.